# Копырина, Людмила Александровна
Людмила Александровна Копыри́на (род. 17 марта 1952, Макушино, Курганская область) — советская и российская художница по металлу и камню, ювелир, скульптор. Работает в архаическом стиле, как древние русские мастера. Автор более 3000 ювелирных и декоративно-прикладных работ, которые находятся в государственных и частных коллекциях в разных странах мира.

## Биография
Людмила Александровна Копырина родилась 17 марта 1952 года в рабочем посёлке Макушино Макушинского района Курганской области, ныне город — административный центр Макушинского муниципального округа Курганской области. Родители имели инженерно-техническое образование. Среди предков отца были цыгане. У Людмилы есть брат и сестра.
Детство прошло в городе Челябинске Челябинской области. В 1968 году окончила 8 классов школы № 52 г. Челябинска.
С 1968 по 1971 год работала на ЧГЗ и ЧЗСТО (Челябинский завод специальной технологической оснастки). Окончила вечерню школу рабочей молодежи № 5 г. Челябинска. С 1968 по 1974 год занималась в студии «Художественной резьбы по камню».
C 1974 училась и в 1979 году окончила Абрамцевское художественно-промышленное училище им. В. М. Васнецова (факультет художественной обработки камня).
С 1979 по 1982 год работала в творческих мастерских художницей по кости, камню, металлу и дереву в АХПУ им. Васнецова, дачный посёлок Абрамцево Загорского района Московской области.
С 1973 года живёт и работает в Москве.
Членство:
- С 1989 года член Союза художников СССР, ныне Союз художников России
- С 2008 года член Творческого Союза профессиональных художников
- С 2008 года член Международного художественного фонда
- С 2009 года член Международной Ассоциации «Союз Дизайнеров»
- C 2011 года действительный член Европейской академии естественных наук (Ганновер, Германия),
- Член Международной Федерации Художников ЮНЕСКО
- Почётный член Российской Геммологической Ассоциации

## Стиль
Вот, что говорит о творчестве Л. Копырины Вера Калмыкова (филолог, искусствовед, кандидат филологических наук, член Союза писателей г. Москвы):
Искусствоведы говорят о стиле «ЛюКо», присущем только ей. Действительно, уникальная манера Л. Копырины основывается на индивидуальном способе работы с материалом. В ювелирное дело она пришла через скульптуру, и оттого любой предмет, казалось бы, имеющий практическое назначение, решается ею прежде всего пространственно. Она «лепит» форму из металла, как если бы в её распоряжении оказалась глина. Серебро, приобретая пластичность органического материала, в её изделиях выглядит мягким, податливым, словно бы не застывшим.

Колоссальную роль в «стиле ЛюКо» играет цвет драгоценного камня. Принципы его обработки у Л. Копырины сродни тем, которые использовали византийские мастера X–XII вв. Предпочитая кабошон, сравнительно редко прибегая к гранению, она добивается глубокого блеска самоцвета, оживляя его «душу». Сильный монохромный акцент на изысканном, богато детализированном фоне усиливает ощущение единства облика каждой вещи. Сочетание архаики и высокой технологичности в творчестве Л. Копырины порождает эффект встречи далёких эпох декоративно-прикладного искусства.

## Награды
Ордена и медали
- Медаль «В память 850-летия Москвы», 1997
- Медаль «В память 300-летия Санкт-Петербурга», 2003
- Медаль Леонардо да Винчи за вклад в искусство, Германия, 10 октября 2011
- Европейский Орден чести, Европейская академия естественных наук, Германия, 8 апреля 2012
- Медаль В. Кандинского, Европейская академия естественных наук, Германия, 1 октября 2012
- Почетный знак Большая звезда с короной, Европейская академия естественных наук, Германия, 8 октября 2013
- Юбилейная медаль Марии Терезии, Европейская академия естественных наук, Германия, 22 декабря 2014
- Медаль А. Родченко, Международная ассоциация «Союз дизайнеров», Россия
- Медаль Готфрида Вильгельма Лейбница, Европейская академия естественных наук, Германия
- Медаль Франца Кафки, Германия
- Золотая медаль «За развитие дизайна», Россия

Работы отмеченные наградами:
- Бокал «Сальери» (конкурс «Ценности для избранных», 2002 г.)
- Композиция из флаконов «Ветер, дождь и птицы» (Приз всероссийского конкурса ювелиров «Золотой шедевр», 2003 г.)
- Композиция из флаконов «Остров Хайнань»
- Композиция из бокалов «Равновесие»
- Композиция из бокалов «Балхаш» (1 место Конкурс «Московский ювелир»)
- Композиция из сосудов «Поклон Булгакову»
- Серия брошей «Рыбы»
- Оклад иконы «Господь Вседержитель над Московским кремлем» (Главный Золотой приз на ювелирной выставке «Новый русский стиль», 2004 г.)
- Шахматы по роману Сервантеса «Дон Кихот», 2006 г.
- Композиция по Н. Гоголю «Шинель» (1 место на выставке «Золотой глобус», 2009 г.)
- Блюдо под дичь (1 место на выставке «Грани большого города», 20 ноября 2011 г.)

## Выставки
Персональные выставки:
1. Музей им. А. С. Пушкина, г. Москва (1990 г.)
2. Издательство «Молодая гвардия», г. Москва (1990 г.)
3. Выставочный зал Исторического музея, г. Вологда (1990 г.)
4. Редакция «Студенческий Меридиан», г. Москва (1991 г.)
5. «Музей Молодежи», г. Вологда (1991 г.)
6. «Огонь. Металл. Камень», ЦДХ, г. Москва (1992 г.)
7. «ЮжУралЗолоту-150 лет», г. Пласт (1992 г.)
8. Выставочный зал «Крокус», г. Москва (1993 г.)
9. «Дом Журналистов», г. Москва (1994 г.)
10. Галерея «Замоскворечье», г. Москва (1995 г.)
11. Выставочный зал «Балчуг Кемпински», г. Москва (1996 г.)
12. Выставочный зал «Балчуг Кемпински», г. Москва (1997 г.)
13. «Дом Дружбы», г. Москва (1997 г.)
14. МИД, г. Москва (1997 г.)
15. «Художник и Природа», в городах: Париж, Берлин, Брюссель (1997 г.)
16. «Дом Дружбы», г. Москва (1998 г.)
17. «Черный Кот», в городах: Париж, Берлин, Брюссель (1998 г.)
18. «Серебряный Век», г. Санкт-Петербург (2000 г.)
19. Выставочный зал «Замоскворечье», г. Москва (2002 г.)
20. «Балтика-Север», г. Мариехамн, Аландские о-ва (2002 г.)
21. Редакция «Наше Наследие», г. Москва (2002 г.)
22. «Золотой глобус», г. Москва (2007 г.).
23. «ЦДХ» г. Москва (2014 г.)
24. «Металл, огонь и камень», г. Санкт-Петербург (декабрь 2017 — январь 2018 гг.)

Дипломант выставок:
1. «Художник и Природа», в городах: Париж, Берлин, Брюссель (1997 г.)
2. «Наши имена», номинация «Драгоценная вещь в быту» (1998 г.)
3. «Черный Кот», в городах: Париж, Берлин, Брюссель (1998 г.)
4. «На рубеже веков», номинация «Украшение интерьера», Санкт-Петербург (1999 г.)
5. «Москва-Риму», г. Москва (1999 г.)
6. «Московский чудотворец», г. Москва (2000 г.)
7. «Весенний салон», г. Москва (2000 г.)
8. «Ювелирный Олимп», г. Санкт-Петербург (2000 г.)
9. «Балтика-Север», г. Мариехамн, Аландские о-ва (2002 г.)
10. «Новый русский стиль», г. Москва (2003—2007 гг.)
11. Ювелирный фестиваль «Золотое кольцо Руси», г. Кострома (2007—2009 гг.)
12. «Золотой глобус», Москва (2005—2010 гг.), (2009 г. I место)
13. «Алмазный паркинг в рамках ММАС», Москва (2010 г.)
14. «Московский ювелир», Москва (2011 г.) — Победитель конкурса на лучшее украшение
15. «Грани большого города», г. Москва (2011—2012 гг.)
16. «III международная выставка эксклюзивных товаров и услуг TOP LINE», Москва (2012 г.)
17. «Некрополь», г. Москва (2012 г.); (I место на II Международном конкурсе «Смерть в современном искусстве» и Золотая медаль на конкурсе «Золотая медаль» на выставке)

## Музейные коллекции
- Государственный исторический музей (флакон, бокал «Капля красного вина»)
- Всероссийский музей декоративно-прикладного и народного искусства (бокал «Рубин»)
- Музейное объединение «Музей Москвы» (кубок «Гранаты»)
- Музей Анны Ахматовой в Фонтанном доме (чаша с чёрным агатом)
- Художественно-краеведческий музей Южного Урала (г. Пласт)
- в частных коллекциях России, США, Канады, Франции, ЮАР, Германии, Франции, Бельгии, Израиля, Испании, Италии, Австрии, Китая, Японии, Австралии, Польши, Чехии, Латвии, Эстонии, Литвы, Украины.

## Семья
- Сестра занимается художественной фотографией.
- Брат ювелир

## Интересные факты
- Ювелирные украшения Людмилы Копырины использовались в фильме «Борис Годунов» реж. Владимир Мирзоев.
- 1999 г. бокал «Сальери» использовался как бокал с ядом, который выпил Моцарт (Золотухин В. С.) в спектакле "Моцарт и Сальери по «Маленьким трагедиям» Пушкина А. С. Постановка Максимова в Театрально-концертном зале Музея Высоцкого на Таганке.